# Алава (мыс)
Алава (англ. Cape Alava) — мыс на побережье Тихого океана в штате Вашингтон.
Мыс расположен на полуострове Олимпик и включён в территорию национального парка. Административно Алава относится к округу Клэллам.
Мыс Алава считается самой западной точкой Континентальных штатов. Однако, береговая линия полуострова Олимпик подвержена эрозии, с середины 1990-х в некоторых источниках самой западной точкой 48 штатов указывается мыс Бланко в Орегоне.
Своё название мыс получил в честь испанского гранда Хосе Мануэля де Алавы, который участвовал в разрешении конфликта Англии и Испании в 1790-е гг.